# 哈索·普拉特纳研究院
52°23′38.3″N 13°8′0.6″E / 52.393972°N 13.133500°E
哈索·普拉特纳研究院（德語：Hasso-Plattner-Institut für Digital Engineering gGmbH，简称，缩写为HPI）是一个位于德国波茨坦的私立信息科学研究机构，始建于1998年，是德国唯一一所完全由私人出资创办的大学研究院。研究院在行政上隶属于波茨坦大学，而在招生、教学和科研等方面都较为独立自主。研究院的创始人是国际商务软件集团SAP的共同创始人兼监事会主席哈索·普拉特纳。

## 历史
1998年，哈索·普拉特纳研究院借助PPP模式创建，法律形式为非营利性有限责任公司“gGmbH”。在PPP模式下，研究所的私人出资方是非营利组织哈索·普拉特纳基金会，而勃兰登堡州政府将波茨坦市巴伯斯贝格区位于格里布尼茨湖的近3万平方米土地拨给研究院建造校舍。基金会和欧盟各自出资1800万欧元，共计3600万欧元修建了三栋多层建筑，用作研究院和波茨坦大学信息科学系的校舍。建校之初，哈索·普拉特纳宣布向基金会注资2亿欧元，可供研究所使用20年以上。2001年10月12日，研究院校园落成并投入使用。

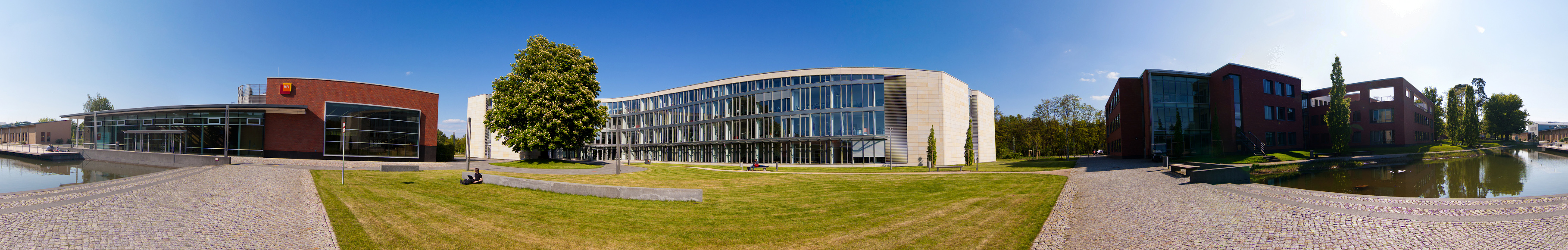
哈索·普拉特纳研究院全景图